# Sari Harjo
Sari Harjo is een bestuurslaag in het regentschap Sleman van de provincie Jogjakarta, Indonesië. Sari Harjo telt 23.903 inwoners (volkstelling 2010).